# Saint-Pey-d'Armens
Saint-Pey-d'Armens è un comune francese di 265 abitanti situato nel dipartimento della Gironda nella regione della Nuova Aquitania.

## Società

### Evoluzione demografica
Abitanti censiti